# Ota (livsmedel)
Ota är ett tidigare danskt livsmedelsföretag i Nakskov.

## Historik
Företaget hade grundats 1897 i en vindmölla i Maribo av Andreas Boesen. Verksamheten utvecklades och moderniserades över tid. Efter att fabriken brunnit ner flyttade man verksamheten till Nakskov. Verksamheten bolagiserades 1917 som A/S Ota, De forenede Havre- og Rismøller. Det Østasiatiske Kompagni deltog i bildandet.
Företagets produkter hade tidigare marknadsförts under namnet Avena (latin för "havre"), men eftersom det inte kunde varumärkesskyddas tog man istället namnet Ota, som var en omskrivning av engelskans "oat".
År 1924 började Ota utgivningen av "OTAs boggave" i samarbete med den Gyldendalske boghandel. Detta var en serie barnböcker som kunde fås genom att skicka in kuponger i Otas produkter. Fram till 1942 gavs det ut 160 böcker i serien.
År 1930 köptes Ota av amerikanska Quaker Oats.
År 1954 utvidgades verksamheten till Sverige genom den svenska generalagenten Edström Trading Company AB som distributör då Pama minutris och tre olika flingsorter från Quaker lanserades i Sverige. Våren 1955 lanserades sedan Kalaspuffar genom import av engelska paket med ”Sugar Puffs”, som dock marknadsfördes med det svenska namnet. Vid nyåret 1955/1956 övergick istället agenturen till det nystartade företaget John Norelid AB som distributör. År 1959 lanserades Fraskuddar, vilka döptes om till Havrefras under 1971. Senare startades ett renodlat svenskt dotterbolag, Svenska Ota, som fick sköta distribution av Ota- och Quaker-produkter i Sverige, inklusive kattmaten Pussi och hundmaten Kennel.
År 1990 flyttade Quaker produktionen från Nakskov till Skottland. På 1990-talet slutade Ota sälja djurfoder eftersom denna verksamhet försålts på koncernnivå. Verksamheten bytte även namn till Quaker Oats Scandinavia. Namnet Ota fanns kvar som produktvarumärke för Ota Solgryn i Danmark. År 2001 köptes Quaker Oats av PepsiCo.
I september 2006 sålde Quaker Oats Kalaspuffar/Guldkorn till Big Bear Limited. Pepsico behöll övriga frukostprodukter något decennium till. År 2019 såldes Ota Solgryn till Crispy Food, varmed varumärket åter fick danska ägare efter nästan 90 år. Crispy Food ägde sedan tidigare Otas fabrik i Nakskov (Nakskov Mill Foods) och flyttade snart tillbaka produktionen dit. Havrefras såldes till Orkla år 2020.